# Фролина, Анна Алексеевна
А́нна Алексе́евна Фро́лина (кор. 안나 프롤리나, урождённая Булы́гина; род. 11 января 1984, Салехард, Тюменская область) — корейская, ранее российская биатлонистка, чемпионка мира по биатлону в эстафете 2009 года, победительница и призёр этапов Кубка мира, вице-чемпионка мира по летнему биатлону 2013 и 2016 годов, четырёхкратная чемпионка России, чемпионка Южной Кореи, заслуженный мастер спорта России по биатлону.

## Биография
Отец Алексей Булыгин — лыжный тренер в детской спортивной школе. Мать Любовь Булыгина — директор школы и тренер, по совместительству.
С раннего детства занималась лыжными гонками под руководством родителей. Выступая в категории девушек, выполнила норматив кандидата в мастера спорта.
В 2001 году после окончания школы уехала из Салехарда в Тюмень поступать в университет. В Тюмени была сильная группа биатлонистов и известный тренер — Леонид Гурьев, под руководством которого бывшая лыжница стала заниматься биатлоном.
Долгое время и с разной степенью успешности выступала за сборную России. В итоге на одном из стартов познакомилась со своим будущим супругом.
В июле 2013 года Анна Булыгина вышла замуж за сервисмена российской сборной по лыжным гонкам Юрия Фролина. 20 июня 2014 года у супругов родился сын.
Осенью 2015 года стало известно, что с сезона 2015/2016 Анна Фролина будет выступать за сборную Южной Кореи. 31 марта 2016 года генеральный секретарь Союза биатлонистов Южной Кореи Чуль-Сун Пак объявил о получении Фролиной гражданства Южной Кореи.

## Спортивные результаты

### Юниорские и молодёжные достижения
Уже в 2002 году в качестве биатлонистки Анна выполняет норматив мастера спорта по биатлону и отправляется на свой первый юношеский чемпионат мира в итальянский Риднау, где выигрывает серебро в спринте.
Годом позже в польском Костелиско юной биатлонистке удалось завоевать полный комплект медалей — золото в эстафете, серебро в спринте и бронзовую медаль в гонке преследования.
В 2004 году из-за проблем в стрельбе не смогла отобраться на международные соревнования.
Годом позже реабилитируется за неудачный сезон, став чемпионкой Европы среди юниоров в спринте и бронзовым призёром в преследовании.
Двукратная чемпионка мира 2005 года среди юниоров в преследовании и эстафете, вице-чемпионка в спринте.

### Выступления на чемпионате России
В 2008 году завоевала бронзовую медаль в супер-пасьюте.
На чемпионате России 2009 года в Увате выиграла главный приз всероссийских соревнований на призы губернатора Тюменской области — автомобиль. Первенствовала в общем зачете по итогам трёх гонок — спринта (2-е место), гонки преследования (1-е место) и марафона (6-е место). Также завоевала серебро в эстафете.
В 2010 году автомобиль не выиграла, уступив его в упорной борьбе Яне Романовой, но неизменно была в тройке призёров во всех гонках: в её активе 3 серебра (в преследовании, эстафете и марафоне) и 2 бронзы (в спринте и масс-старте).
В сезоне 2011/2012 на турнире Ижевская винтовка выиграла спринт и первенствовала в патрульной гонке. Также завоевала серебро в марафоне в 2011 году и бронзу в индивидуальной гонке в 2012.
На чемпионате России 2013 года стала чемпионкой России по биатлону в командной гонке, выиграла 2 серебра (в смешанной эстафете и патрульной гонке) и 2 бронзовые медали (в марафоне и эстафете).

### Выступления в Кубке мира
Сезон 2005/2006
- 7 января 2006 года — дебютировала на этапе Кубка мира в Оберхофе в спринтерской гонке и заняла 56-е место. В других стартах сезона участия не принимала.

Сезон 2006/2007
Первый полноценный сезон в составе основной сборной России по биатлону.
- 29 ноября 2006 года — в Эстерсунде заработала первые очки в общий зачёт Кубка мира, показав 22-е время в индивидуальной гонке.
- 17 декабря — в Хохфильцене впервые вошла в состав эстафетной четвёрки и заняла второе место.
- 18 марта 2007 года — на этапе Кубка мира в Ханты-Мансийске в гонке с общего старта (заключительная гонка сезона) показала свой лучший личный результат, заняв 4-е место.

По итогам Кубка мира заняла 31 место в общем зачёте и набрала 170 очков, что позволило ей остаться в основной сборной для централизованной подготовки на следующий сезон, который была вынуждена пропустить из-за реабилитационного периода после операции на колене, которое травмировала на немецком этапе Кубка мира.
Сезон 2008/2009
Второй полноценный сезон в составе основной сборной России по биатлону.
- 24 января 2009 года — на этапе Кубка мира в Антерсельве одержала свою первую личную победу в гонке преследования.

С заключительного огневого рубежа уходила на 5-й позиции, проигрывая Андреа Хенкель, Альбине Ахатовой, Дарье Домрачевой, и уступала лидеру гонки Кайсе Мякяряйнен 14,8 секунды, но мощным финишным спуртом опередила всех соперниц.
- 21 февраля 2009 года — на чемпионате мира 2009 в Пхенчхане стала чемпионкой мира в эстафете и показала 4-й результат в спринте.

30 ноября 2009 года Булыгиной было присвоено звание заслуженный мастер спорта России.
В генеральной классификации заняла 19-е место, набрав 465 очков.
Сезон 2009/2010
Третий и последний полноценный сезон в составе основной сборной России по биатлону.
За сезон в составе эстафетной четвёрки дважды становилась второй и дважды занимала первое место. Лучшим личным результатом сезона стало 4-е место в спринте на Олимпиаде в Ванкувере. Также заняла 6-е место в олимпийской гонке преследования, показав первые результаты среди всей женской сборной России на Олимпийских играх, однако по результатам гонки с общего старта (30-е место при 8 промахах) решением тренерского штаба не попала в состав эстафеты, в которой её подруги по сборной стали олимпийскими чемпионками.
По итогам года разместилась на 15-й позиции в общем зачёте Кубка Мира (499 очков), что является лучшим результатом для спортсменки за историю выступлений за сборную команду России.
Сезон 2010/2011
В сезоне 2010/2011 выступила на первом этапе Кубка мира в шведском Эстерсунде, показав 28-й результат в спринтерской гонке на 7,5 км, а затем опустилась в гонке преследования на 43-ю позицию. В итоге, набрав 13 очков, завершила свои выступления в Кубке мира в этом сезоне, заняв 88-е место в генеральной классификации по итогам сезона.
Сезон 2011/2012
Сезон 2011/2012 начала гонками на 4-м этапе Кубка IBU в итальянском Форни-Авольтри, показав 8-й результат (лучший среди российских девушек) в индивидуальной гонке с 4 промахами и в итоге, уступив победительнице, французской биатлонистке Жакмин Бо, отстрелявшей на ноль, 2 минуты 26,6 секунды. 8 января одержала убедительную победу в спритерской гонке на 7,5 км, отстреляв на ноль и опередив ближайшую соперницу, немецкую спортсменку Надин Хорхлер на 56,2 секунды, а позже повторила свой успех в гонке преследования.
2 февраля 2012 года, вернувшись в основную сборную команду, дебютировала в спринтерской гонке на 7-м этапе Кубка мира, допустив один промах и показав 21-й результат (3-й среди российских спортсменок), уступив победительнице Магдалене Нойнер 1 минуту 53,6 секунды. В гонке преследования, допустив два промаха, поднялась на 13-е место, а в гонке с массовым стартом показала 16-й результат.
На восьмом этапе Кубка мира в финском Контиолахти не смогла выступить из-за проблем со здоровьем. Тем самым она не смогла пройти отбор в национальную сборную на чемпионат мира в немецком Рупольдинге. Позже оказалось, что у Булыгиной вновь возникли проблемы со здоровьем. Однако, главный тренер женской сборной Вольфганг Пихлер выразил желание работать с ней в сезоне 2012/2013 для подготовки к Олимпийским играм в Сочи в 2014 году.
Выступила только на одном этапе Кубка мира, набрала 73 очка и разместилась на 57-м месте общего зачёта.
Сезон 2012/2013
В сезоне 2012/2013 провела несколько гонок на Кубке Альп и Кубке IBU. Результаты не были высокими, Булыгина разместилась по итогам Кубка IBU на 28-м месте (123 очка), не смогла отобраться в основную сборную, не получила приглашения для централизованной подготовки к олимпийскому сезону и ушла в декрет.

### Переход в сборную команду Южной Кореи
Осенью 2015 года Анна Фролина приняла решение выступать за сборную команду Южной Кореи по биатлону. В первых стартах сезона Фролина не смогла принять участия из-за процесса оформления гражданства.
В январе 2016 года главный тренер сборной Южной Кореи Венцислав Илиев объявил, что Фролина находится в расположении команды, постоянно тренируется, держит себя в форме и, если вопрос с гражданством решится положительно, Анна выступит на чемпионате Европы 2016 года в Тюмени, а затем и на этапах мирового Кубка.
31 марта 2016 года генеральный секретарь Союза биатлонистов Южной Кореи Чуль-Сун Пак объявил о получении Фролиной гражданства Южной Кореи.
Сезон 2016/2017
На чемпионате мира по летнему биатлону в эстонском Отепя завоевала сборной Южной Кореи две медали — «серебро» в спринте и «бронзу» в гонке преследования.
25 ноября 2016 года приняла участие в первом этапе Кубка IBU в норвежском Бейтостолене. Допустив 4 промаха, финишировала 33-й, уступив около полутора минуты победительнице Дениз Херрман. Набрала первые очки в зачёте Кубка IBU и отправилась на первый этап Кубка мира в шведский Эстерсунд. Выступила за новую сборную в составе смешанной эстафеты, заняв 18-е место.
30 ноября 2016 года в первой же личной гонке Кубка мира за новую команду набрала свои первые зачётные очки. Допустила 5 промахов в индивидуальной гонке и, отстав от победительницы Лауры Дальмайер почти на 6 минут, заняла 38-е место в турнирной таблице, что стало наивысшим достижением для корейских биатлонистов в истории. Фролина стала второй корейской биатлонисткой в истории, сумевшей набрать очки в зачёте Кубка мира после Мун Джи Хи, которая 22 января 2010 года заняла 39-е место в индивидуальной гонке на этапе Кубка мира в Антерсельве. На этапе в немецком Оберхофе показала 12-й результат в спринтерской гонке, обновив свой же национальный рекорд за новую сборную. В гонке преследования опустилась на 20-ю позицию, и по итогам двух гонок сумела отобраться в масс-старт, тем самым став первой в истории южно-корейской биатлонисткой, бежавшей данную дисциплину на этапах Кубка мира.
В сезоне 2017/2018 Фролина на этапе Кубка мира в Холменколлене финишировала шестой в гонке преследования, впервые за 8 лет.

## Результаты

### Участие в Олимпийских играх
| Год  | Место проведения | Инд | Спр | Пр | МС | Эст | См  |
| 2010 | Ванкувер         | —   | 4   | 6  | 29 | —   | н/д |
| 2018 | Пхёнчхан         | 61  | 32  | 50 | —  | 18  | —   |

### Участие в Чемпионатах мира
| Год  | Место проведения | Инд | Спр | Пр | МС | Эст | См | Сусм |
| 2007 | ЧМ Антхольц      | —   | 19  | 29 | —  | —   | —  | н/д  |
| 2009 | ЧМ Пхёнчхан      | 25  | 4   | 20 | 23 | 1   | —  | н/д  |
| 2017 | ЧМ Хохфильцен    | 34  | 18  | 33 | —  | 18  | 19 | н/д  |
| 2019 | ЧМ Эстерсунд     | 51  | 78  | —  | —  | 21  | 20 | 20   |
| 2020 | ЧМ Антхольц      | 75  | 83  | —  | —  | 22  | 27 | 16   |
| 2021 | ЧМ Поклюка       | 66  | 98  | —  | —  | 23  | 26 | —    |

## Статистика выступлений в Кубке мира
| 2020/2021 Итоги | 2020/2021 Итоги | Контиолахти | Контиолахти | Контиолахти | Контиолахти | Контиолахти | Хохфильцен | Хохфильцен | Хохфильцен | Хохфильцен | Хохфильцен | Хохфильцен | Оберхоф | Оберхоф | Оберхоф | Оберхоф | Оберхоф | Оберхоф | Оберхоф | Антхольц | Антхольц | Антхольц | ЧМ Поклюка | ЧМ Поклюка | ЧМ Поклюка | ЧМ Поклюка | ЧМ Поклюка | ЧМ Поклюка | ЧМ Поклюка | Нове-Место | Нове-Место | Нове-Место | Нове-Место | Нове-Место | Нове-Место | Нове-Место | Эстерсунд | Эстерсунд | Эстерсунд |
| Очков           | Место           | Инд         | Спр         | Спр         | Эст         | Пр          | Спр        | Эст        | Пр         | Спр        | Пр         | МС         | Спр     | Пр      | См      | Сусм    | Спр     | Эст     | МС      | Инд      | МС       | Эст      | См         | Спр        | Пр         | Инд        | Осм        | Эст        | МС         | Эст        | Спр        | Пр         | Спр        | Пр         | Осм        | См         | Спр       | Пр        | МС        |
| 3               | 92              | —           | 82          | 55          | 18          | 55          | 46         | 21         | 54         | 62         | —          | —          | 38      | 52      | —       | —       | 45      | 19      | —       | 89       | —        | 20       | 26         | 98         | —          | 66         | —          | 23         | —          | —          | 75         | —          | 90         | —          | —          | —          | —         | —         | —         |

| 2019/2020 Итоги | 2019/2020 Итоги | Эстерсунд | Эстерсунд | Эстерсунд | Эстерсунд | Эстерсунд | Хохфильцен | Хохфильцен | Хохфильцен | Анси | Анси | Анси | Оберхоф | Оберхоф | Оберхоф | Рупольдинг | Рупольдинг | Рупольдинг | Поклюка | Поклюка | Поклюка | Поклюка | ЧМ Антхольц | ЧМ Антхольц | ЧМ Антхольц | ЧМ Антхольц | ЧМ Антхольц | ЧМ Антхольц | ЧМ Антхольц | Нове-Место | Нове-Место | Нове-Место | Контиолахти | Контиолахти | Контиолахти | Контиолахти | Холменколлен | Холменколлен | Холменколлен |
| Очков           | Место           | Сусм      | См        | Спр       | Инд       | Эст       | Спр        | Эст        | Пр         | Спр  | Пр   | МС   | Спр     | Эст     | МС      | Спр        | Эст        | Пр         | Инд     | Сусм    | См      | МС      | См          | Спр         | Пр          | Инд         | Сусм        | Эст         | МС          | Спр        | Эст        | МС         | Спр         | Пр          | Сусм        | См          | Спр          | Пр           | МС           |
| 19              | 73              | —         | 20        | 64        | 96        | 20        | 62         | 20         | —          | 86   | —    | —    | 22      | 22      | —       | 56         | 23         | 48         | 46      | 8       | —       | —       | 27          | 83          | —           | 75          | 16          | 22          | —           | —          | 23         | —          | 52          | 48          | отм         | отм         | отм          | отм          | отм          |

| 2018/19 Итоги | 2018/19 Итоги | Поклюка | Поклюка | Поклюка | Поклюка | Поклюка | Хохфильцен | Хохфильцен | Хохфильцен | Нове-Место | Нове-Место | Нове-Место | Оберхоф | Оберхоф | Оберхоф | Рупольдинг | Рупольдинг | Рупольдинг | Антхольц | Антхольц | Антхольц | Канмор | Канмор | Канмор | Солт-Лейк-Сити | Солт-Лейк-Сити | Солт-Лейк-Сити | Солт-Лейк-Сити | ЧМ Эстерсунд | ЧМ Эстерсунд | ЧМ Эстерсунд | ЧМ Эстерсунд | ЧМ Эстерсунд | ЧМ Эстерсунд | ЧМ Эстерсунд | Холменколлен | Холменколлен | Холменколлен |
| Очков         | Место         | Сусм    | См      | Инд     | Спр     | Пр      | Спр        | Пр         | Эст        | Спр        | Пр         | МС         | Спр     | Пр      | Эст     | Спр        | Эст        | МС         | Спр      | Пр       | МС       | Инд    | Эст    | Спр    | Спр            | Пр             | Сусм           | См             | См           | Спр          | Пр           | Инд          | Сусм         | Эст          | МС           | Спр          | Пр           | МС           |
| 149           | 40            | 21      | —       | 67      | 16      | 19      | 14         | 47         | 21         | 75         | —          | —          | 18      | 36      | 18      | 24         | 22         | —          | 32       | 20       | —        | 54     | 16     | отм    | —              | —              | —              | —              | 20           | 78           | —            | 51           | 20           | 21           | —            | 72           | —            | —            |

| 2017/18 Итоги | 2017/18 Итоги | Эстерсунд | Эстерсунд | Эстерсунд | Эстерсунд | Эстерсунд | Хохфильцен | Хохфильцен | Хохфильцен | Анси | Анси | Анси | Оберхоф | Оберхоф | Оберхоф | Рупольдинг | Рупольдинг | Рупольдинг | Антхольц | Антхольц | Антхольц | ОИ Пхёнчхан (*) | ОИ Пхёнчхан (*) | ОИ Пхёнчхан (*) | ОИ Пхёнчхан (*) | ОИ Пхёнчхан (*) | ОИ Пхёнчхан (*) | Контиолахти | Контиолахти | Контиолахти | Контиолахти | Холменколлен | Холменколлен | Холменколлен | Тюмень | Тюмень | Тюмень |
| Очков         | Место         | Сусм      | См        | Инд       | Спр       | Пр        | Спр        | Пр         | Эст        | Спр  | Пр   | МС   | Спр     | Пр      | Эст     | Инд        | Эст        | МС         | Спр      | Пр       | МС       | Спр             | Пр              | Инд             | МС              | См              | Эст             | Спр         | Сусм        | См          | МС          | Спр          | Эст          | Пр           | Спр    | Пр     | МС     |
| 280           | 28            | —         | 19        | 62        | 76        | —         | 52         | 34         | 15         | 19   | 39   | —    | 14      | 8       | 17      | —          | —          | —          | 21       | 27       | —        | 32              | 50              | 61              | —               | —               | 18              | 17          | 13          | —           | 25          | 19           | 16           | 6            | 34     | 21     | 10     |

| 2016/2017 Итоги | 2016/2017 Итоги | Эстерсунд | Эстерсунд | Эстерсунд | Эстерсунд | Эстерсунд | Поклюка | Поклюка | Поклюка | Нове-Место | Нове-Место | Нове-Место | Оберхоф | Оберхоф | Оберхоф | Рупольдинг | Рупольдинг | Рупольдинг | Антхольц | Антхольц | Антхольц | ЧМ Хохфильцен | ЧМ Хохфильцен | ЧМ Хохфильцен | ЧМ Хохфильцен | ЧМ Хохфильцен | ЧМ Хохфильцен | Пхёнчхан | Пхёнчхан | Пхёнчхан | Контиолахти | Контиолахти | Контиолахти | Контиолахти | Холменколлен | Холменколлен | Холменколлен |
| Очков           | Место           | Сусм      | См        | Инд       | Спр       | Пр        | Спр     | Пр      | Эст     | Спр        | Пр         | МС         | Спр     | Пр      | МС      | Эст        | Спр        | Пр         | Инд      | Эст      | МС       | См            | Спр           | Пр            | Инд           | Эст           | МС            | Спр      | Пр       | Эст      | Спр         | Пр          | Сусм        | См          | Спр          | Пр           | МС           |
| 169             | 43              | —         | 18        | 37        | 82        | —         | 50      | 47      | 21      | 69         | —          | —          | 12      | 20      | 29      | 21         | 53         | 44         | 38       | 20       | —        | 19            | 18            | 33            | 34            | 18            | —             | 26       | 17       | 18       | 51          | DNS         | 17          | —           | 10           | 42           | —            |

| 2011/2012 Итоги | 2011/2012 Итоги | Эстерсунд | Эстерсунд | Эстерсунд | Хохфильцен | Хохфильцен | Хохфильцен | Хохфильцен | Хохфильцен | Хохфильцен | Оберхоф | Оберхоф | Оберхоф | Нове-Место | Нове-Место | Нове-Место | Антхольц | Антхольц | Антхольц | Холменколлен | Холменколлен | Холменколлен | Контиолахти | Контиолахти | Контиолахти | ЧМ Рупольдинг | ЧМ Рупольдинг | ЧМ Рупольдинг | ЧМ Рупольдинг | ЧМ Рупольдинг | ЧМ Рупольдинг | Ханты-Мансийск | Ханты-Мансийск | Ханты-Мансийск |
| Очков           | Место           | Инд       | Спр       | Пр        | Спр        | Пр         | Эст        | Спр        | Пр         | См         | Эст     | Спр     | МС      | Инд        | Спр        | Пр         | Спр      | МС       | Эст      | Спр          | Пр           | МС           | Спр         | Пр          | См          | См            | Спр           | Пр            | Инд           | Эст           | МС            | Спр            | Пр             | МС             |
| 74              | 58              | —         | —         | —         | —          | —          | —          | —          | —          | —          | —       | —       | —       | —          | —          | —          | —        | —        | —        | 21           | 13           | 15           | —           | —           | —           | —             | —             | —             | —             | —             | —             | —              | —              | —              |

| 2010/2011 Итоги | 2010/2011 Итоги | Эстерсунд | Эстерсунд | Эстерсунд | Хохфильцен | Хохфильцен | Хохфильцен | Поклюка | Поклюка | Поклюка | Оберхоф | Оберхоф | Оберхоф | Рупольдинг | Рупольдинг | Рупольдинг | Антхольц | Антхольц | Антхольц | Преск-Айл | Преск-Айл | Преск-Айл | Форт-Кент | Форт-Кент | Форт-Кент | ЧМ Ханты-Мансийск | ЧМ Ханты-Мансийск | ЧМ Ханты-Мансийск | ЧМ Ханты-Мансийск | ЧМ Ханты-Мансийск | ЧМ Ханты-Мансийск | Холменколлен | Холменколлен | Холменколлен |
| Очков           | Место           | Инд       | Спр       | Пр        | Спр        | Пр         | Эст        | Инд     | Спр     | См      | Эст     | Спр     | МС      | Инд        | Спр        | Пр         | Спр      | МС       | Эст      | Спр       | См        | Пр        | Спр       | Пр        | МС        | См                | Спр               | Пр                | Инд               | Эст               | МС                | Спр          | Пр           | МС           |
| 14              | 87              | —         | 27        | 42        | —          | —          | —          | —       | —       | —       | —       | —       | —       | —          | —          | —          | —        | —        | —        | —         | —         | —         | —         | —         | —         | —                 | —                 | —                 | —                 | —                 | —                 | —            | —            | —            |

| 2009/2010 Итоги | 2009/2010 Итоги | Эстерсунд | Эстерсунд | Эстерсунд | Хохфильцен | Хохфильцен | Хохфильцен | Поклюка | Поклюка | Поклюка | Оберхоф | Оберхоф | Оберхоф | Рупольдинг | Рупольдинг | Рупольдинг | Антхольц | Антхольц | Антхольц | ОИ Ванкувер | ОИ Ванкувер | ОИ Ванкувер | ОИ Ванкувер | ОИ Ванкувер | Контиолахти | Контиолахти | Контиолахти | Холменколлен | Холменколлен | Холменколлен | Ханты-Мансийск | Ханты-Мансийск | Ханты-Мансийск |
| Очков           | Место           | Инд       | Спр       | Эст       | Спр        | Пр         | Эст        | Инд     | Спр     | Пр      | Эст     | Спр     | МС      | Спр        | МС         | Эст        | Инд      | Спр      | Пр       | Спр         | Пр          | Инд         | МС          | Эст         | См          | Спр         | Пр          | Спр          | Пр           | МС           | Спр            | МС             | См             |
| 504             | 14              | 54        | 13        | 2         | 27         | 26         | 1          | 84      | 40      | 17      | 1       | 12      | 11      | 5          | 20         | 2          | —        | 11       | 22       | 4           | 6           | —           | 29          | —           | 5           | 30          | 10          | 31           | 16           | 11           | 7              | 24             | —              |

| 2008/2009 Итоги | 2008/2009 Итоги | Эстерсунд | Эстерсунд | Эстерсунд | Хохфильцен | Хохфильцен | Хохфильцен | Хохфильцен | Хохфильцен | Хохфильцен | Оберхоф | Оберхоф | Оберхоф | Рупольдинг | Рупольдинг | Рупольдинг | Антхольц | Антхольц | Антхольц | ЧМ Пхёнчхан | ЧМ Пхёнчхан | ЧМ Пхёнчхан | ЧМ Пхёнчхан | ЧМ Пхёнчхан | ЧМ Пхёнчхан | Уистлер | Уистлер | Уистлер | Тронхейм | Тронхейм | Тронхейм | Ханты-Мансийск | Ханты-Мансийск | Ханты-Мансийск |
| Очков           | Место           | Инд       | Спр       | Пр        | Спр        | Пр         | Эст        | Инд        | Спр        | Эст        | Эст     | Спр     | МС      | Эст        | Спр        | Пр         | Спр      | Пр       | МС       | Спр         | Пр          | Инд         | См          | МС          | Эст         | Инд     | Спр     | Эст     | Спр      | Пр       | МС       | Спр            | Пр             | МС             |
| 465             | 19              | 37        | 46        | 41        | —          | —          | —          | —          | 8          | DSQ        | —       | 37      | —       | DSQ        | 24         | 40         | 4        | 1        | 18       | 4           | 20          | 25          | —           | 23          | 1           | 56      | 31      | 3       | 15       | 28       | 6        | 10             | 10             | 9              |

| 2006/2007 Итоги | 2006/2007 Итоги | Эстерсунд | Эстерсунд | Эстерсунд | Хохфильцен | Хохфильцен | Хохфильцен | Хохфильцен | Хохфильцен | Хохфильцен | Оберхоф | Оберхоф | Оберхоф | Рупольдинг | Рупольдинг | Рупольдинг | Поклюка | Поклюка | Поклюка | ЧМ Антхольц | ЧМ Антхольц | ЧМ Антхольц | ЧМ Антхольц | ЧМ Антхольц | ЧМ Антхольц | Лахти | Лахти | Лахти | Холменколлен | Холменколлен | Холменколлен | Ханты-Мансийск | Ханты-Мансийск | Ханты-Мансийск |
| Очков           | Место           | Инд       | Спр       | Пр        | Спр        | Пр         | Эст        | Спр        | Спр        | Эст        | Эст     | Спр     | Пр      | Эст        | Спр        | МС         | Спр     | Пр      | МС      | Спр         | Пр          | Инд         | См          | Эст         | МС          | Инд   | Спр   | Пр    | Спр          | Пр           | МС           | Спр            | Пр             | МС             |
| 170             | 31              | 9         | 22        | 55        | —          | —          | —          | 44         | 12         | 2          | —       | 27      | 17      | —          | 48         | 28         | 65      | —       | —       | 19          | 29          | —           | —           | —           | —           | 42    | 53    | LAP   | 34           | 25           | —            | 15             | 17             | 4              |

| 2005/2006 Итоги | 2005/2006 Итоги | Эстерсунд | Эстерсунд | Эстерсунд | Хохфильцен | Хохфильцен | Хохфильцен | Осрблье | Осрблье | Осрблье | Оберхоф | Оберхоф | Оберхоф | Рупольдинг | Рупольдинг | Рупольдинг | Антхольц | Антхольц | Антхольц | ОИ Турин | ОИ Турин | ОИ Турин | ОИ Турин | ОИ Турин | Поклюка | Поклюка | Поклюка | Контиолахти | Контиолахти | Контиолахти | Холменколлен | Холменколлен | Холменколлен |
| Очков           | Место           | Спр       | Пр        | Эст       | Инд        | Спр        | Эст        | Инд     | Спр     | Пр      | Эст     | Спр     | МС      | Спр        | Пр         | МС         | Спр      | Пр       | МС       | Инд      | Спр      | Пр       | Эст      | МС       | Спр     | Пр      | См      | Спр         | Пр          | МС          | Спр          | Пр           | МС           |
| 0               | —               | —         | —         | —         | —          | —          | —          | —       | —       | —       | —       | 58      | —       | —          | —          | —          | —        | —        | —        | —        | —        | —        | —        | —        | —       | —       | —       | —           | —           | —           | —            | —            | —            |

## Награды, звания и премии
- Заслуженный мастер спорта России
- Благодарность Президента Российской Федерации (5 марта 2010 года) — за заслуги в развитии физической культуры и спорта, высокие спортивные достижения на Играх XXI Олимпиады 2010 года в Ванкувере[8][9]